# BMW P82
Der BMW P82 ist ein Formel-1-V10-Saugmotor des Automobilherstellers BMW.
BMW war seit 2000 Motorenlieferant des Williams-F1-Teams. Der damalige Motor BMW E41/4 war ein V10-Motor mit einem Zylinderbankwinkel von 72°.
Der von BMW für die Formel-1-Saison 2002 entwickelte Motor P82 wurde im Formel-1-Rennwagen Williams FW24 eingesetzt und hatte wie sein Vorgänger BMW P81 einen Zylinderbankwinkel von 90°. Der Hubraum war mit 2998 cm3 identisch.

## Entwicklung
Die Konzeption des P82 begann ein Team von weniger als 20 Mitarbeitern im Januar/Februar 2001. Damals hatte der P80 noch nicht einmal sein Renndebüt absolviert. Nach der Konzeptphase folgte die Konstruktion in den Monaten März bis Juni 2001, ab August begann die Erprobung der Komponenten. Am 21. September 2001 lief der aus insgesamt fast 5.000 Einzelteilen bestehende Motor erstmals auf dem Prüfstand, am 3. Oktober wurde er erstmals im Fahrbetrieb erprobt.
Zu den Leistungsdaten befragt antwortete der damalige BMW-Motorsportdirektor Mario Theissen: „Kolportierte Werte wie 19.000 min−1 und 900 PS sind reine Spekulation.“
In der Formel-1-Saison 2003 wurde der Motor vom P83 abgelöst.